# Anløbning
Anløbning er et tyndt lag korrosion der bliver dannet på kobber, messing, aluminium, magnesium, neodymium og andre tilsvarende metaller når det yderste lag gennemgår en kemisk reaktion. Anløbning er ikke altid et resultat af af oxygen i luften. Eksempelvis har sølv brug for hydrogensulfid for at kunne anløbe, selvom det kan anløbe udelukkende med oxygen over længere tid.
Anløbent metal optræder ofte som grå eller sort i overfladen. Anløbning er et overfladefænomen, der selvbegrænsende, til forskel fra rust, da kun den allerøverste del af metallet reagerer. Det anløbne lag forsegler og beskytter det underliggende metal.